# Al Marawi'ah (huyện)
Huyện Al Marawi'ah là một huyện thuộc tỉnh Al Hudaydah, Yemen. Đến thời điểm năm 2003, huyện này có dân số 129527 người